# Метаболизам првог пролаза
Метаболизам првог пролаза се односи на метаболизам коме подлеже лек при пероралној примени. Све супстанце ресорбоване у танком цреву и већем делу дебелог црева укључују се у крвоток путем хепатичне вене, при чему прво пролазе кроз јетру, подлежући метаболизму под дејством ензима присутних у јетри. Данас се сматра да у метаболизму првог пролаза поред ензима јетре учествују и ензими ентероцита.
Метаболизам првог пролаза може за последицу имати инактивацију лека или активацију пролека, па се у зависности од потребе тежи његовом заобилажењу (парентералном применом) или употреби.
Метаболизам перорално и дубоко ректлно примењеног лека смањује системску биорасположивост лека, и представља једно од објашњења за квантитативне и квалитативне разлике у времену полуелиминације и метаболизму истог лека унетог per os и интравенски.

## Вена порта
Осим последње трећине правог црева, сва крв се из желуца, танког и дебелог црева улива у хепатичну вену. Главни физиолошки смисао овакве организације крвотока јесте пречишћевање крви од потенцијално штетних материја (отуд ранији назив детоксикација) и обрада хранљивих материја од стране ензима јетре. Ови ензими делују, између осталог, и на лекове, третирајући их као стране супстанце које треба елиминисати, односно превести у нешкодљиве (у овом случају и неефикасне) метаболите. Ипак, метаболизам лекова не иде нужно ка стварању неактивних метаболита па се термин детоксикација сматра опсолентним.

## Ректална примена
Још увек није сигурно какав је значај ректалне примене лекова за избегавање метаболизма првог пролаза. Из ректума крв одводе 3 хемороидалне вене: горња у хепатичну вена, а средња и доња директно у системски крвоток, али међу њима постоје бројне анастомозе. Због тога се сматра да ректална апликација представља комбинацију оралне и парентералне примене.

## Лекови који подлежу метаболизму првог пролаза
У различитом степену метаболизму првог пролаза (између осталог) подлежу:
- аспирин
- бромокриптин
- кодеин
- кортизон
- дилтиазем
- ерготамин
- естрадиол
- флуороурацил
- лидокаин
- морфин
- нифедипин
- глицеролтринитрат
- преднизон
- прогестерон
- пропранолол
- салбутамол
- тестостерон
- верапамил

Да би се елиминисао утицај ефекта првог пролаза потребно је применити више возе, неки парентерални пут или превести ове лекове у пролек.

## Значај
Значај ефекта првог пролаза зависи од метаболичког капацитета ензима, брзине метаболизма и брзине ресорпције. Ако је доза лека мала, а капацитет и брзина метаболизма велики, велик део лека се метаболише и биорасположивост се значајно смањује. Са повежањем дозе може доћи до сатурације ензима што доводи до повећања биорасположивости.